# Jacek Łukasiewicz
Jacek Jan Petelenz-Łukasiewicz (ur. 21 czerwca 1934 we Lwowie, zm. 7 marca 2021 we Wrocławiu) – polski poeta, krytyk literacki, historyk literatury, profesor Uniwersytetu Wrocławskiego. Autor dziewięciu tomów poezji oraz licznych publikacji krytyczno- i historycznoliterackich.

## Życiorys
Urodził się w rodzinie Romana Petelenz-Łukasiewicza (1900–1949), historyka sztuki, i Marii z domu Koczorowskiej (1909–1953), romanistki. 
Podczas okupacji niemieckiej przebywał w Sulistrowej. W 1945 przeniósł się wraz z rodziną do Leszna, gdzie ukończył liceum ogólnokształcące. W latach 1951–1955 studiował polonistykę na Uniwersytecie Wrocławskim. Pracę magisterską na temat recepcji poezji Jana Kochanowskiego przygotował na seminarium prof. Tadeusza Mikulskiego. W 1971 rozpoczął pracę naukową na macierzystej uczelni. W 1972 obronił rozprawę doktorską o polskiej tradycji poetyckiej w liryce współczesnej i uzyskał stanowisko adiunkta. Habilitował się w 1980 na podstawie pracy Mieczysława Jastruna spotkania w czasie. W 1982 otrzymał stanowisko docenta. W 1991 otrzymał tytuł naukowy profesora. W latach 1999–2006 był członkiem Rady Naukowej Instytutu Badań Literackich Polskiej Akademii Nauk.
Debiutował w prasie w roku 1952 Wierszami (pod pseudonimem Gustaw Berger) oraz artykułem Artykuł czy paszkwil w dodatku „Słowa Powszechnego” pt. „W młodych oczach” (nr 8). Jego pierwsza książka – tomik poetycki Twoje i moje ukazała się siedem lat później. Przedmiotem zainteresowania Łukasiewicza jako krytyka jest powojenna poezja polska. Jest autorem prac naukowych, zbiorów analiz i esejów takich jak przełomowa dla pokolenia „Współczesności”, wydana przez Bibliotekę „Więzi” książka Szmaciarze i bohaterowie (1963). Potem powstały tomy Zagłoba w piekle (1965) – rozważania o tradycji literackiej w twórczości współczesnej, Republika mieszańców (1974) oraz Rytm, czyli powinność. Szkice o książkach i ludziach po roku 1980 (1993), jak również inne, trwale znaczące tytuły na temat współczesnej literatury polskiej: Laur i ciało (1971), Ruchome cele (2003), Jeden dzień w socrealizmie i inne szkice (2006) oraz TR – Tadeusz Różewicz (2013). Autor stworzył w nich intrygujące interpretacje utworów m.in. Miłosza, Różewicza, ks. Twardowskiego, Karpowicza, Szymborskiej, Herberta, Terleckiego, Kozioł, Barańczaka, Rymkiewicza, Szubera, Sobkowiaka.
Współpracował z wieloma czasopismami, m.in. ze „Słowem Powszechnym” (1952–1954), „Dziś i jutro” (1953–1956), „Tygodnikiem Powszechnym” (od 1958), „Więzią” (1958, 1960–1988), „Współczesnością” (1959, 1963–1966), „Odrą” (od 1961), „Twórczością” (od 1967), „Arkuszem”, „Akcentem”, „Nowymi Książkami” (1999), „Tekstami Drugimi” (2000-2001). W latach 1953–1956 pracował w redakcji „Wrocławskiego Tygodnika Katolickiego”, w latach 1971–1976 był członkiem redakcji miesięcznika „Odra”, w latach 1990–1991 należał do zespołu redakcyjnego „Tygodnika Literackiego”, a od 1991 Rady Redakcyjnej „Odry”.
Jego liryka swój wyraz znalazła m.in. w zbiorach: Moje i twoje (1959), Zabawy zimowe (1968), Podróże (1976), Czas nie dopełniony (1998), Stojąca na ruinie (2011). Jacek Łukasiewicz jest również autorem licznych monografii: Mieczysława Jastruna spotkania w czasie (1981), Mickiewicz (1996), Herbert (2001), Grochowiak i obrazy (2002). 
Od 1961 był członkiem Związku Literatów Polskich, w latach 1961–1968 i 1971–1973 był członkiem zarządu Oddziału Wrocławskiego ZLP, w 1980 był członkiem Zarządu Głównego i wiceprezesem Oddziału Wrocławskiego ZLP (do rozwiązania Związku w 1983). W 1970 został członkiem Polskiego PEN Clubu. W 1989 został członkiem komitetu założycielskiego Stowarzyszenia Pisarzy Polskich, a następnie członkiem Zarządu tego Stowarzyszenia.
Od 1956 był mężem Teresy z domu Mercik, nauczycielki polonistki, ojciec Wojciecha i Krzysztofa.
Zmarł 7 marca 2021 we Wrocławiu, pochowany na wrocławskim cmentarzu Grabiszyńskim (pole 53, rząd 16 (6 od pola 49A), grób 451).

## Odznaczenia
- Srebrny Krzyż Zasługi (1972)
- Odznaka „Zasłużony Działacz Kultury” (1966)

Źródło:.

## Nagrody i wyróżnienia
- Nagroda „Słowa Powszechnego” w dziale krytyki (1953)
- Nagroda Pióra, przyznana przez Klub Studentów Wybrzeża „Żak” za twórczość krytyczną (1966)
- Nagroda na VII Ogólnopolskim Festiwalu Poezji w Łodzi za eseje Laur i ciało (1972)
- Nagroda Miasta Wrocławia (1975)
- Nagroda miesięcznika „Odra” za rozprawę Mieczysława Jastruna spotkania w czasie (1982)
- Nagroda PEN Clubu za twórczość eseistyczną (1995)[5]
- Nagroda Fundacji Władysława i Nelli Turzańskich z Toronto w dziedzinie literatury (1997)[6][7]
- Nagroda im. Kazimierza Wyki za całokształt twórczości krytycznej i eseistycznej (1997)
- nominacja do Nagrody Literackiej Nike za książkę Herbert (2002)[8]
- Nagroda literacka Cztery Kolumny za szkice Ruchome cele (2004)
- finalista Nagrody Poetyckiej Orfeusz za tom Stojąca na ruinie (2012)[9]
- nominacja do Nagrody Poetyckiej Orfeusz za tom Rytmy jesienne (2015)[10]
- Nagroda Literacka Gdynia za książkę TR – Tadeusz Różewicz (2013)[11][12]
- nominacja do Wrocławskiej Nagrody Poetyckiej „Silesius” za tom Wiązania (2019)[13]

Źródło:.